# Мбандака
Мбанда́ка (другое название - Экуатервилль) (1886—1966 годы — Кокийявиль, фр. Mbandaka) — город в Демократической Республике Конго, административный центр Экваториальной провинции.

## География
Расположен на восточном берегу реки Конго в месте впадения реки Руки, на высоте 306 м над уровнем моря. В городе имеется аэропорт Мбандака, кроме того, он связан водными путями с Киншасой и Боэнде.

## История
В 1883 году Генри Мортон Стэнли основал город и назвал его Экуатервиль, так как он находится всего в 4 километрах к северу от экватора. Изначально планировалось, что новый город станет столицей Свободного государства Конго, однако этот план так и не был реализован. План включал инфраструктуру на население около 100 000 человек, железнодорожную станцию, католический собор, резиденцию губернатора и дворец для будущих посещений этих мест бельгийским королём.
В 1886 году Бельгия сменила название города на Кокийявиль и лишь в 1966 году, после получения независимости, новое правительство Конго переименовало Кокийявиль в Мбандаку. В 1930-х годах бельгийское правительство активно развивало город: было начато строительство моста через реку, нескольких фабрик, городской ратуши. Строительство ратуши было завершено лишь в 1947 году, после окончания Второй мировой войны. Высота ратуши составляла 39 м, что делало её самым высоким зданием Бельгийского Конго. На вершине ратуши располагалась статуя короля Леопольда II. Городская ратуша была разрушена в пожаре 1963 года.
В конце 2009 года в Мбандаке вспыхнула война между враждующими кланами. В столкновениях между боевиками были убиты 200 человек. К концу года обстановка немного стихла, однако в начале 2010 года в Мбандаке между местными правящими кланами вновь разгорелась война.
4 апреля 2010 года конголезские повстанцы атаковали город. Несмотря на оказанное им сопротивление военнослужащими армии ДРК и миротворцами ООН, повстанцы прорвались вглубь города и захватили местный аэропорт.

## Население
Население города по данным на 2012 год составляет 345 663 человека. Население Мбандаки исповедует многие религии. На улицах города можно услышать лингальскую, монгийскую и французскую речь. В городе есть меньшиство народа Монго.

## Известные уроженцы, жители
Раймон Рене Фриц Арман Мари Жюль Стасс (фр. Raymond René Fritz Armand Marie Jules Stasse; 30 апреля 1913, Кокийявиль, Бельгийское Конго — 9 июля 1987, Льеж, Валлония) — бельгийский фехтовальщик-шпажист. Участник летних Олимпийских игр 1936 и 1948 годов, бронзовый призёр чемпионата мира 1937 года.